# 雲鶴信号場
雲鶴信号場（ウナクしんごうじょう）または雲鶴駅（ウナクえき）は、大韓民国忠清北道堤川市にある韓国鉄道公社（KORAIL）の信号場である。

## 路線
- 韓国鉄道公社
  - 中央線

## 歴史
- 2021年1月5日 - 開業[1]。

## 隣の駅
韓国鉄道公社
中央線
原州駅 - 雲鶴信号場 - 鳳陽駅